# هزاره فردوسی
هزارهٔ فردوسی یا جشن هزارهٔ فردوسی (کنگرهٔ هزارهٔ فردوسی)، مجموعهٔ آیین‌هایی بود که به مناسبت هزارمین سال میلاد فردوسی در سال ۱۳۱۳ خورشیدی در تهران، طوس، و دیگر شهرهای ایران برگزار شد. در کنگرهٔ هزارهٔ فردوسی، که نخستین اجتماع بزرگ علمی در ایران بود، ۴۰ تن از ایران‌شناسان برجسته از ۱۷ کشور و ۴۰ تن از دانشمندان و ادیبان ایرانی شرکت داشتند. به مدت ۵ روز، از ۱۲ تا ۱۶ مهر ۱۳۱۳، سخنرانی‌هایی در تالار دارالفنون در تهران ایراد شد و تعدادی از آنها در کتاب هزارهٔ فردوسی به چاپ رسید. جشن هزارهٔ فردوسی به سال ۱۳۱۳ یکی از رویدادهای مهم فرهنگیِ قرن، و مهم‌ترین کنگرهٔ علمی بود که در ایران معاصر برگزار شد.

## شرکت‌کنندگان کنگرهٔ هزارهٔ فردوسی

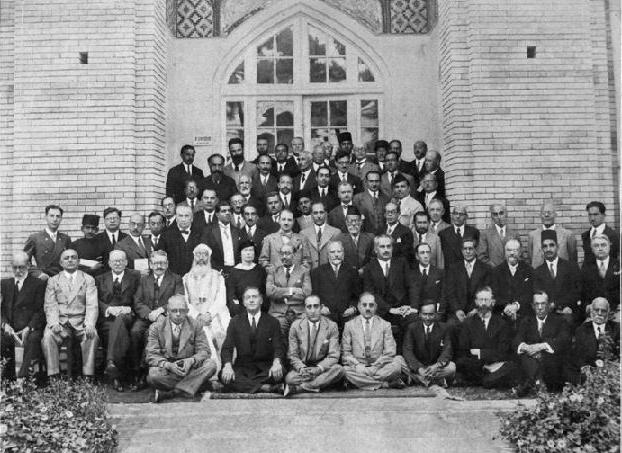
شرکت‌کنندگان در کنگرهٔ هزارهٔ فردوسی در مقابل تالار دارالفنون، تهران.
ردیف اول (نشسته): حیدرعلی کمالی (ترکیه)، محمدتقی بهار، هانری ماسه (فرانسه)، عباس اقبال، عیسی صدیق، محمد آقااوغلو (آمریکا)، فرانکلین گونتر (آمریکا)، سباسستیان بک (آلمان).
ردیف دوم: جان درینک‌واتر (انگلستان)، عبدالوهاب عزام (مصر)، ژرژ کونتنو (فرانسه)، ابراهیم حکیمی، یوگنی برتلس (شوروی)، سفیر شوروی، حسن اسفندیاری، محمدعلی فروغی، خانم گدار، دستور نوشیروان (هند)، آرتور کریستنسن (دانمارک)، فریدریش زاره (آلمان)، عبدالحسین شیبانی، حسن پیرنیا.
ردیف سوم: مجتبی مینوی، ولی‌الله نصر، مهدی دیبا، حسن وحید دستگردی، میرزا یانس، بدیع‌الزمان فروزانفر، سعید نفیسی، جمیل صدقی زهاوی (عراق)، صادق رضازاده شفق، محمد فؤاد کوپرولو (ترکیه)، ابوالقاسم اعتصام‌زاده، محمد نظام‌الدین، ادوارد دنیسن راس، آشیکاگا آتسوجی (ژاپن)، زین‌العابدین رهنما، آ.آ. بولوتنیکوف (شوروی)، محمدطاهر رضوی (هند)، غلامرضا رشید یاسمی.
ردیف چهارم: مایل تویسرکانی، احمد حامد صراف (عراق)، علی‌اصغر حکمت، یان ریپکا (چکسلواکی)، نصرالله فلسفی، محمد عشاق (هند)، آلکساندر فرایمان (شوروی)، سید عبد الکریم حسینی (حیدرآباد دکن، هند)، عبدالعظیم قریب، علی نهاد بی (ترکیه)، شیخ‌الملک اورنگ، احمد بهمنیار، رحیم‌زاده صفوی.
ردیف پنجم: ژوزف هاکن (فرانسه)، جلال همایی، یوری نیکولایویچ مار (شوروی)، علی قویم، آلکساندر روماسکویچ (شوروی)، یوزف اوربلی (شوروی)، جمشید جی اونوالا (هند).
ردیف ششم: بهرام‌گور آنکلساریا (هند)، احمد کسروی، نصرالله تقوی، ولادیمیر مینورسکی (انگلستان)، عبدالحمید عبادی (مصر)، آنتونیو پاگلیارو (ایتالیا)، ملک کرم، ارنست کوهنل (آلمان)، عباس خلیلی، علی جواهرکلام، ال.آ. مایر (اسرائیل).

در کنگرهٔ علمی هزاره فردوسی بیش از چهل تن از خاورشناسان برجسته به نمایندگی از کشورهای خود حضور یافتند و به ارائه سخنرانی‌ها و مقالات خود پرداختند، از جمله: بهرام‌گور آنکلساریا (هند)، جمشید جی اونوالا (از پارسیان هند)، یوگنی برتلس (از شوروی)، سباستیان بک (آلمان)، آنتونیو پاگلیارو (ایتالیا)، ادوارد دنیسن راس (انگلستان)، جمیل صدقی زهاوی (عراق)، یان ریپکا (چکسلواکی)، روماسکویچ (شوروی)، فریدریش زاره (آلمان)، عبدالحمید عبادی (مصر)، عبدالوهاب عزام (مصر)، فرایمان (شوروی)، فهیم بیر قدارویچ (یوگسلاوی)، آرتور کریستنسن (دانمارک)، ارنست کوهنل (آلمان)، کونتنو (فرانسه)، یوری نیکولایویچ مار (شوروی)، هانری ماسه (فرانسه)، سید عبد الکریم حسینی (حیدرآباد دکن، هند)، ولادیمیر مینورسکی (انگلستان)، آشیکاگا آتسوجی (ژاپن)، محمد آقااوغلو (آمریکا)، جان درینک‌واتر (انگلستان)، ال.آ. مایر (اسرائیل).
نزدیک به چهل تن از ادیبان و دانشمندان ایرانی نیز شرکت‌کنندگان کنگره بودند، از جمله: ادیب‌السلطنهٔ سمیعی، اعتصام‌الملک، عباس اقبال آشتیانی، بدیع‌الزمان فروزانفر، احمد بهمنیار، محمدتقی بهار، ابراهیم پورداود، محمدعلی تربیت، حکیم‌الملک، صادق رضازاده شفق، نصرالله فلسفی، عبدالعظیم قریب، احمد کسروی، مشیرالدوله پیرنیا، مجتبی مینوی، سعید نفیسی، وحید دستگردی، جلال‌الدین همایی، رشید یاسمی.

## گزارش جلسه‌های کنگره
اولین جلسهٔ کنگره صبح روز پنجشنبه ۱۲ مهرماه در تالار دارالفنون تشکیل شد. محمدعلی فروغی خطابه‌ای در تشکر از خاورشناسان و نمایندگان دولت‌های خارجی شرکت‌کننده ایراد کرد. پس از او علی‌اصغر حکمت خطابه‌ای به زبان فرانسوی ایراد کرد. سپس اعضای هیئت رئیسهٔ کنگره انتخاب شدند، و حسن اسفندیاری (محتشم‌السلطنه) به عنوان رئیس کنگره انتخاب شد.
دومین جلسهٔ کنگره صبح روز جمعه ۱۳ مهر در تالار دارالفنون تشکیل شد. در این جلسه سفیران شوروی و آلمان نیز شرکت داشتند. اولین سخنران جلسه سفیر شوروی بود و اعلام داشت که دولت متبوع او مجموعه‌ای از هدایای تاریخی را برای نگاهداری در موزهٔ ملی ایران تقدیم می‌دارد که شامل روگرفتی از نسخهٔ خطی شاهنامهٔ فردوسی به تاریخ ۱۳۳۳ میلادی است. پس از او فون بلوخر وزیر مختار آلمان در ایران طی سخنرانی خود سابقهٔ ممتد آشنایی ملت آلمان با شاهنامهٔ فردوسی را یادآوری کرد و اظهار داشت که اینک در جشنی که به یاد این شاعر ارجمند گرفته می‌شود آلمان با منتهای علاقه شرکت می‌کند. سپس اعلام داشت که فهرست لغات و اسامی و اعلام شاهنامه که حاوی مقایسه سه طبع معروف شاهنامه می‌باشد تألیف دکتر فریتز ولف از خاورشناسان آلمانی را به ملت ایران تقدیم می‌دارد، و نیز دیپلم دکترا در فلسفه از دانشگاه فردریک ویلهلم برلین به محمدعلی فروغی و دیپلم عضویت انجمن شرقی آلمان از جانب این انجمن را به علی‌اصغر حکمت و حسین علا تقدیم داشت.
پس از خاتمهٔ بیانات فون بلوخر، رئیس کنگره بیاناتی مبنی بر اظهار تشکر از سفیر شوروی و وزیر مختار آلمان و دولت‌های شوروی و آلمان ایراد کرد. پس از آن فهرست سخنرانی‌ها در میان حاضران در جلسه توزیع گردید و برنامهٔ سخنرانی‌های کنگره آغاز شد.
جلسه‌های کنگره در روزهای بعد پی گرفته شد و هفتمین جلسه که جلسهٔ پایانی کنگره بود در روز ۱۶ مهر برگزار شد.

## دیگر رویدادها و دستاوردها

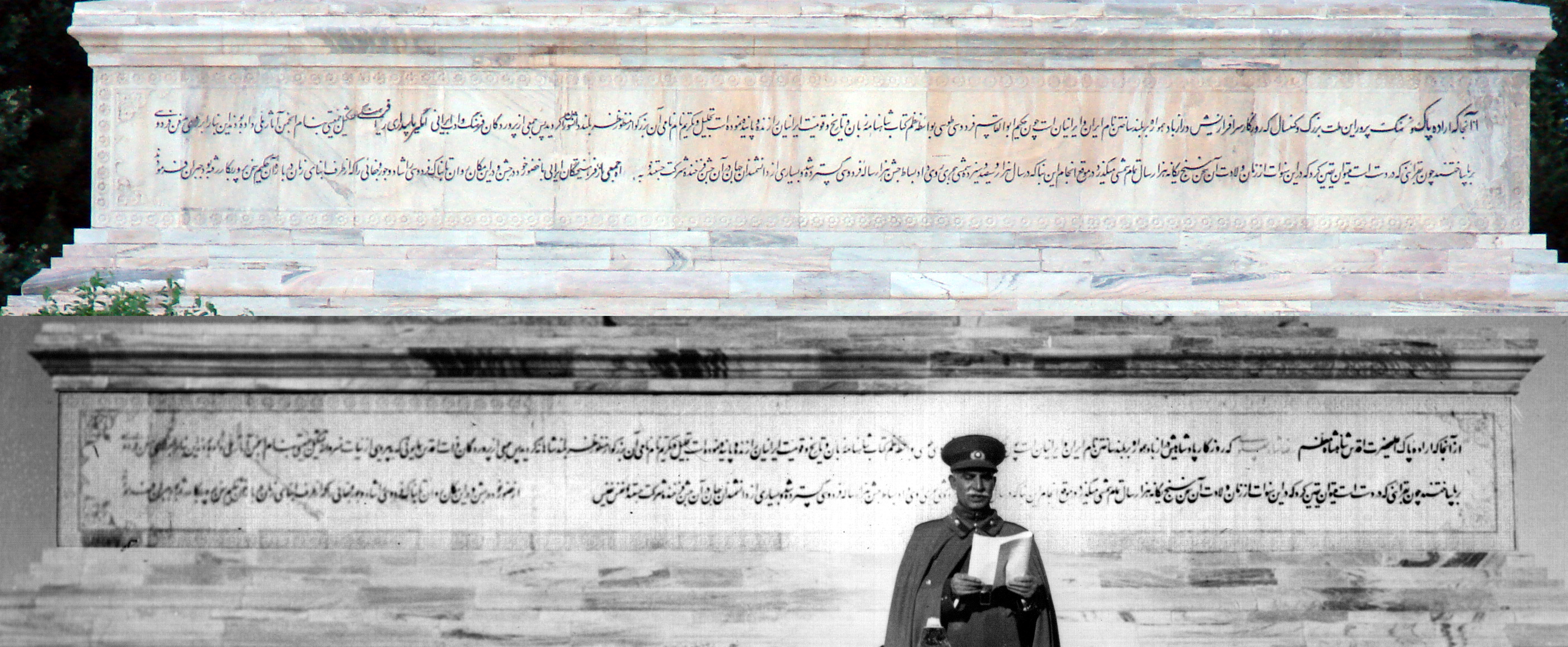
رضاشاه پهلوی در آئین افتتاح آرامگاه فردوسی در توس و اختتامیه کنگره هزاره فردوسی.

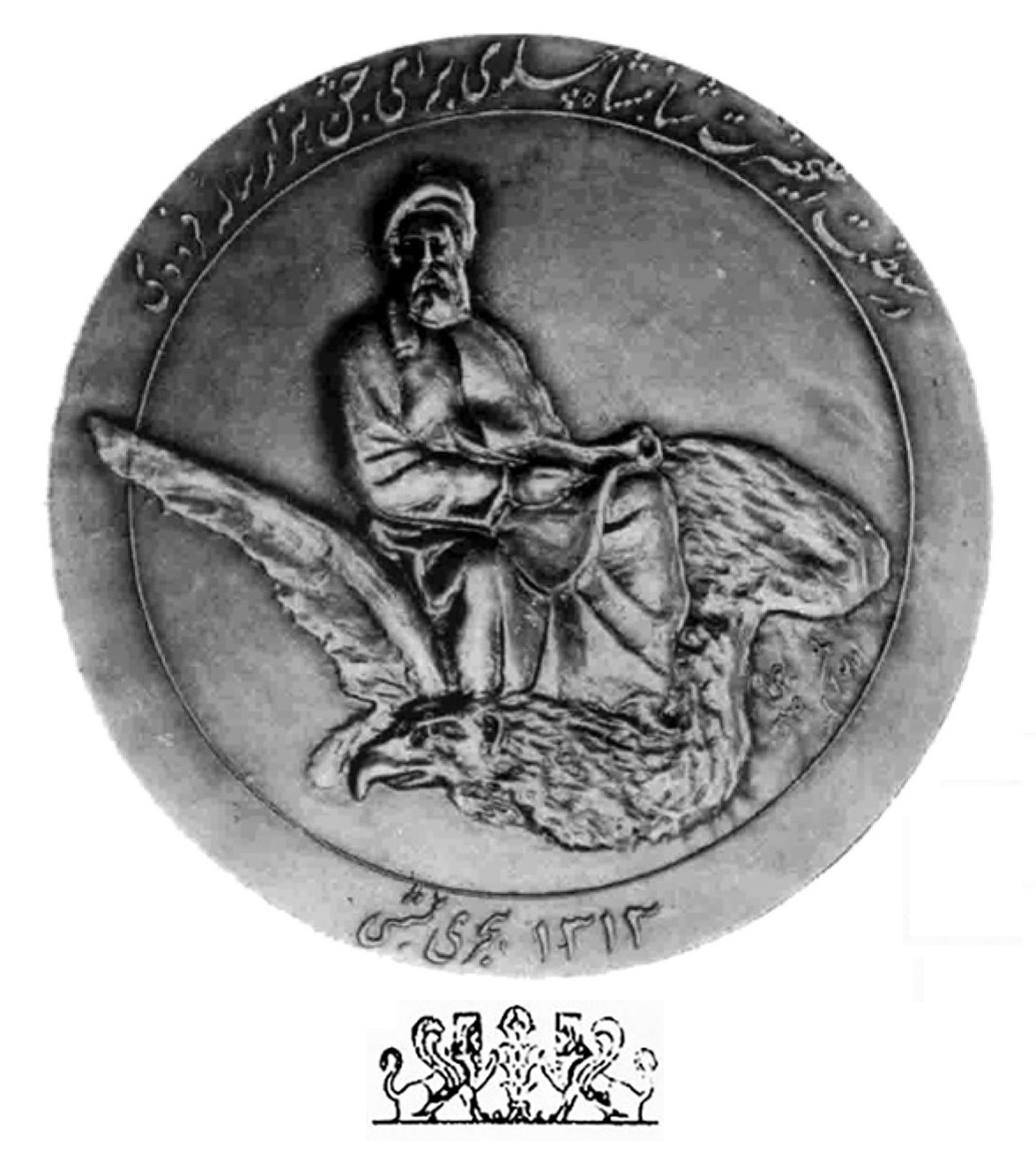
مدال یادبود جشن هزاره فردوسی

همزمان با کنگرهٔ هزارهٔ فردوسی در بیشتر شهرهای ایران نیز مراسمی برگزار شد، و در آنها سخنرانی‌هایی ایراد شد، و شعرهایی خوانده شد و نمایش‌هایی از داستان‌های شاهنامه اجرا گردید. در شهرهای مختلف، خیابان‌ها و دبستان‌ها و دبیرستان‌هایی به نام فردوسی نام‌گذاری شد.
پس از خاتمه کنگره هزارهٔ فردوسی، شرکت‌کنندگان کنگره به مشهد سفر کردند، و بنای آرامگاه فردوسی در توس که احداث آن از هشت سال پیش از آن آغاز شده بود، با حضور رضا شاه پهلوی افتتاح شد.
در خارج از ایران نیز در پاریس، لندن، رم، مسکو، برلین و برخی از دیگر شهرهای اروپا و آسیا با تشکیل جلسه‌های سخنرانی مراسم بزرگداشت فردوسی اجرا شد.
برگزاری آیین‌های هزارهٔ فردوسی، سرآغاز تحقیقات وسیع شاهنامه‌شناسی در ایران و جهان گردید. علاوه بر مقالات روزنامه‌ها، در ایران دو دورهٔ متن شاهنامه به سرمایهٔ کتابفروشی‌های خاور و بروخیم به چاپ رسید. مجلهٔ ادبی مهر شماره‌های مهر و آبان ۱۳۱۳ خود را یکجا به نام فردوسی‌نامهٔ مهر شامل مقالاتی در بارهٔ شاهنامه و فردوسی منتشر کرد. مجلهٔ باختر در اصفهان نیز شماره‌ای ویژهٔ فردوسی انتشار داد. جشن های هزارهٔ فردوسی در دوره پهلوی اول را ، هم ارز جشن‌های ۲۵۰۰ ساله شاهنشاهی ایران توسط پهلوی دوم می دانند.
همچنین به مناسبت هزارمین سالگرد تصنیف شاهنامه، نمایشگاهی شامل نگاره‌های مختلف از این اثر فردوسی در موزه پرگامون برلین در سال ۲۰۱۱ برگزار شد.

## پانوشت‌ها و منابع
1. ↑  «تاریخچهٔ آرامگاه فردوسی»، کتاب پاژ (ویژهٔ توس و فردوسی) (ویراست محمدجعفر یاحقی)، مشهد، ۱۳۷۳، ص. ص ۱۵۸
2. 1 2  فردوسی‌نامهٔ مهر، ص ۶۹۳–۶۹۵
3. ↑  فردوسی‌نامهٔ مهر، ص ۶۹۷
4. ↑  محمدامین ریاحی (۱۳۷۵)، فردوسی: زندگی، اندیشه و شعر او، تهران، ص. ص ۳۷۴–۳۷۵
5. ↑  «مینیاتورهای گرانبهای شاهنامه در برلین». دریافت‌شده در ۲۵ مارس ۲۰۱۱.

- فردوسی‌نامهٔ مهر، تهران، ۱۳۱۳ خورشیدی
- کتاب هزارهٔ فردوسی، تهران، ۱۳۲۲ خورشیدی
- Encyclopædia Iranica: FERDOWSI, ABU’L-QĀSEM iv. MILLENARY CELEBRATION